# St. Pölten-Land
Bezirk St. Pölten-Land là một huyện của bang của Hạ Áo ở Áo.

## Các đô thị
Các khu ngoại vi, làng và các đơn vị khác của một đô thị được hiển thị bằngchữ nhỏ.
- Altlengbach
  - Altlengbach, Audorf, Außerfurth, Gottleitsberg, Großenberg, Gschaid, Haagen, Hart, Hocheichberg, Höfer, Innerfurth, Kleinberg, Kogl, Leitsberg, Lengbachl, Linden, Maiß, Manzing, Nest, Öd, Ödengraben, Pamet, Schoderleh, Steinhäusl, Unterthurm
- Asperhofen
  - Asperhofen, Diesendorf, Dörfl, Dornberg, Erlaa, Geigelberg, Grabensee, Großgraben, Habersdorf, Hagenau, Haghöfen, Johannesberg, Kerschenberg, Kleingraben, Maierhöfen, Paisling, Siegersdorf, Starzing, Weinzierl, Wimmersdorf
- Böheimkirchen
  - Außerkasten, Bauland, Blindorf, Böheimkirchen, Diemannsberg, Dorfern, Dürnhag, Furth, Gemersdorf, Grub, Hinterberg, Hinterholz, Hub, Kollersberg, Lanzendorf, Maria Jeutendorf, Mauterheim, Mechters, Plosdorf, Reith, Röhrenbach, Schildberg, Siebenhirten, Untergrafendorf, Untertiefenbach, Weisching, Wiesen
- Brand-Laaben
  - Brand, Eck, Gern, Gföhl, Klamm, Laaben, Pyrat, Stollberg, Wöllersdorf
- Eichgraben
  - Eichgraben, Hinterleiten, Hutten, Ottenheim, Stein, Winkl
- Frankenfels
  - Falkensteinrotte, Fischbachmühlrotte, Frankenfels, Grasserrotte, Gstettengegend, Hofstadtgegend, Karrotte, Laubenbachgegend, Lehengegend, Markenschlagrotte, Ödrotte, Pernarotte, Pielachleitengegend, Rosenbühelrotte, Taschlgrabenrotte, Tiefgrabenrotte, Übergangrotte, Weißenburggegend, Wiesrotte
- Gerersdorf
  - Distelburg, Eggsdorf, Friesing, Gerersdorf, Grillenhöfe, Hetzersdorf, Hofing, Loipersdorf, Salau, Stainingsdorf, Völlerndorf, Weitendorf
- Hafnerbach
  - Doppel, Eichberg, Hafnerbach, Hengstberg, Hohenegg, Korning, Obergraben, Oed, Pfaffing, Pielachhaag, Rannersdorf, Sasendorf, Stein, Thal, Untergraben, Weghof, Weinzierl, Wimpassing an der Pielach, Windschnur, Würmling, Zendorf
- Haunoldstein
  - Eibelsau, Eidletzberg, Großsierning, Haunoldstein, Osterburg, Pielachhäuser, Pottschollach
- Herzogenburg
  - Adletzberg, Angern, Ederding, Einöd, Gutenbrunn, Heiligenkreuz, Herzogenburg, Ober Hameten, Ober Winden, Oberndorf in der Ebene, Ossarn, Pottschall, St. Andrä an der Traisen, Unter Hameten, Unter Winden, Wielandsthal, Wiesing
- Hofstetten-Grünau
  - Aigelsbach, Aigelsbach, Grünau, Grünsbach, Hofstetten, Kammerhof, Mainburg, Plambach, Plambacheck
- Inzersdorf-Getzersdorf
  - Anzenberg, Getzersdorf, Inzersdorf ob der Traisen, Walpersdorf, Wetzmannsthal
- Kapelln
  - Etzersdorf, Kapelln, Katzenberg, Mitterau, Mitterkilling, Oberkilling, Obermiesting, Panzing, Pönning, Rapoltendorf, Rassing, Thalheim, Unterau, Unterkilling, Untermiesting
- Karlstetten
  - Dreihöf, Hausenbach, Heitzing, Karlstetten, Lauterbach, Obermamau, Rosenthal, Schaubing, Untermamau, Weyersdorf, Wieshöf
- Kasten bei Böheimkirchen
  - Baumgarten bei Kasten, Berg, Braunsberg, Damberg, Dörfl bei Kasten, Fahrafeld, Gwörth, Hummelberg bei Kasten, Kasten bei Böheimkirchen, Kirchsteig, Kronberg, Lanzendorf bei Kasten, Lielach, Mitterfeld, Stallbach, Steinabruck, Wallenreith
- Kirchberg an der Pielach
  - Kirchberg an der Pielach, Kirchberggegend, Schloßgegend, Schwerbachgegend, Soisgegend, Tradigistdorf, Tradigistgegend
- Kirchstetten
  - Aschberg, Doppel, Fuchsberg, Gstockert, Hinterholz, Kirchstetten, Ober-Wolfsbach, Paltram, Pettenau, Senning, Sichelbach, Totzenbach, Waasen
- Loich
  - Dobersnigg, Hammerlmühlgegend, Loich, Loicheckgegend, Oedgegend, Rehgrabengegend, Schroffengegend, Schwarzengrabengegend, Siedlung
- Maria Anzbach
  - Burgstall, Furth, Götzwiesen, Groß-Raßberg, Gschwendt, Hof, Hofstatt am Anzbach, Klein-Weinberg, Knagg, Maierhöfen, Maria Anzbach, Oed, Pameth, Pameth, Unter-Oberndorf, Winkl, Winten
- Markersdorf-Haindorf
  - Haindorf, Knetzersdorf, Mannersdorf, Markersdorf an der Pielach, Mitterau, Mitterndorf, Nenndorf, Poppendorf, Winkel, Wultendorf
- Michelbach
  - Finsteregg, Gstetten, Kleindurlas, Kropfsdorf, Mayerhöfen, Michelbach Dorf, Michelbach Markt, Untergoin
- Neidling
  - Afing, Dietersberg, Enikelberg, Flinsbach, Gabersdorf, Goldegg, Griechenberg, Neidling, Pultendorf, Watzelsdorf, Wernersdorf
- Neulengbach
  - Almersberg, Anzing, Au am Anzbach, Berging, Ebersberg, Eitzenberg, Emmersdorf, Gamesreith, Großweinberg, Haag bei Markersdorf, Haag bei Neulengbach, Herbstgraben, Herrenhub, Hinterberg, Inprugg, Karl-Deix-Siedlung, Kleinhart, Kleinraßberg, Laa an der Tulln, Langenberg, Ludmerfeld, Markersdorf, Matzelsdorf, Mosletzberg, Neulengbach, Oberdambach, Obereichen, Oberndorf, Ollersbach, Raipoltenbach, Rothenbucherhöhe, Schönfeld, Schrabatz, Schwertfegen, St. Christophen, Stocket, Straß, Tausendblum, Trainst, Umsee, Unterdambach, Untereichen, Unterwolfsbach, Weiding, Wolfersdorf
- Neustift-Innermanzing
  - Almerberg, Aschberg, Außermanzing, Barbaraholz, Eck, Gießhübl, Gumpersberg, Innermanzing, Mannersdorf, Neustift, Oberkühberg, Unterkühberg
- Nußdorf ob der Traisen
  - Franzhausen, Freilehnmühle, Neusiedl, Nußdorf ob der Traisen, Reichersdorf, Ried, Theyern
- Ober-Grafendorf
  - Badendorf, Baumgarten, Ebersdorf, Fridau, Gasten, Gattmannsdorf, Gröben, Grub, Kotting, Kuning, Neustift, Ober-Grafendorf, Reitzing, Rennersdorf, Ritzersdorf, Wantendorf, Willersdorf
- Obritzberg-Rust
  - Angern, Diendorf, Doppel, Eitzendorf, Flinsdorf, Fugging, Greiling, Großhain, Großrust, Grünz, Heinigstetten, Hofstetten, Kleinhain, Kleinrust, Landhausen, Mittermerking, Neustift, Obermerking, Obritzberg, Pfaffing, Schweinern, Thallern, Untermerking, Winzing, Zagging
- Prinzersdorf
  - Prinzersdorf, Uttendorf
- Pyhra
  - Adeldorf, Aigen, Atzling, Auern, Baumgarten, Blindorf, Brunn, Ebersreith, Egelsee, Fahra, Gattring-Raking, Getzersdorf, Heuberg, Hinterholz, Hummelberg bei Hinterholz, Kirchweg, Nützling, Oberburbach, Obergrub, Oberloitzenberg, Obertiefenbach, Perersdorf, Perschenegg, Pyhra, Reichenhag, Reichgrüben, Schauching, Schnabling, Steinbach, Unterburbach, Unterloitzenberg, Wald, Weinzettl, Wieden, Windhag, Zell, Zuleithen
- Rabenstein an der Pielach
  - Deutschbach, Dorf-Au, Königsbach, Rabenstein an der Pielach, Röhrenbach, Steinklamm, Tradigist, Warth
- Schwarzenbach an der Pielach
  - Brunnrotte, Finzenebengegend, Grabschifterwald, Guttenhofgegend, Haslaurotte, Hofrotte, Loicheckgegend, Schwarzenbachgegend, Seerotte, Staudachgegend, Steinrotte, Taschlgrabenrotte
- Sankt Margarethen an der Sierning
  - Eigendorf, Feilendorf, Kainratsdorf, Kleinsierning, Linsberg, Oberhofen, Rammersdorf, Saudorf, St. Margarethen an der Sierning, Türnau, Unterradl, Wieden, Wilhersdorf
- Statzendorf
  - Absdorf, Kuffern, Rottersdorf, Statzendorf, Weidling
- Stössing
  - Bonnleiten, Buchbach, Dachsbach, Freiling, Hendelgraben, Hochgschaid, Hochgschaid, Hochstraß, Hof, Sonnleiten, Stössing
- Traismauer
  - Frauendorf, Gemeinlebarn, Hilpersdorf, Mitterndorf, Oberndorf am Gebirge, Rittersfeld, St. Georgen an der Traisen, Stollhofen, Traismauer, Venusberg, Wagram ob der Traisen, Waldlesberg
- Weinburg
  - Dietmannsdorf, Eck, Edlitz, Engelsdorf, Grub, Klangen, Luberg, Mühlhofen, Oed, Waasen, Weinburg
- Weißenkirchen an der Perschling
  - Grunddorf, Gunnersdorf, Haselbach, Langmannersdorf, Murstetten, Obermoos, Perschling, Weißenkirchen an der Perschling, Wieselbruck, Winkling
- Wilhelmsburg
  - Altenburg, Göblasbruck, Handelberg, Kanzling, Kreisbach, Pömmern, Wegbach, Wielandsberg, Wilhelmsburg, Wolkersberg
- Wölbling
  - Ambach, Anzenhof, Hausheim, Landersdorf, Noppendorf, Oberwölbling, Ratzersdorf, Unterwölbling, Viehausen, Wetzlarn